# Islam Grčki
Islam Grčki je vesnice v Chorvatsku, která tvoří část opčiny Benkovac v Zadarské župě. Leží asi 20 km severovýchodně od Zadaru u Novigradského moře a obývá ji 150 obyvatel (převážně Srbů). Vesnice postupně přechází do sousedního sídla s názvem Islam Latinski, které leží západně. Název „Grčki“ (Řecký) odkazuje na to, že vesnice byla dříve obývána převážně Srby, kteří vyznávali pravoslavnou víru – na rozdíl od obyvatel Islamu Latinského, který je osídlen především římskokatolickými Chorvaty.

## Historie
Vesnice vznikla okolo osmanské pevnosti pojmenované Sedd-i islam („hradba islámu“), jelikož se nacházela na samé hranici osmanských výbojů. Vesnice dále patřila uskockému vůdci Stojanu Jankovićovi, který si zde nechal vybudovat pevnost.
Zatímco ještě v roce 1991 vesnici obývalo přes 1000 lidí, po chorvatské operaci Maslenica během chorvatské války za nezávislost, která vesnici poničila, musela většina srbských usedlíků uprchnout a počet obyvatel klesl ke stovce.

## Pamětihodnosti
- pravoslavný kostel sv. Jiří
- pevnost Stojana Jankoviće